# 蒜頭駅
蒜頭駅（さんとうえき）は、台湾嘉義県六脚郷にある台湾糖業鉄道の駅。
台湾糖業公司蒜頭糖廠内の拠点として設けられた。蒜頭糖廠の操業停止後は旧南靖線の経路上に新設された蔗埕駅まで行って折り返す観光トロッコ列車のみが蔗埕線として運転されている。2010年現在、平日は10:00と15:00の2便が団体向けに、土休日は来客数に応じて増便される。

## 歴史
- 1909年（明治42年）
  - 10月23日 - 明治製糖朴子線が当駅まで開業[4]。
  - 12月20日 - 朴子線が当駅から朴子まで延伸[5]。
- 1911年（明治44年）3月25日 - 崙仔線（専用線）が開業[6]。
- 1930年（昭和5年）7月21日 - 駅舎完成、蒜頭・水上線（後の南靖線）が南靖駅まで開業。
- 1934年（昭和9年）10月9日 - 蒜頭・水上線が水上（現南靖駅）まで全通。
- 1953年（民国42年）3月26日 - 下楫子寮線開業。
- 1954年5月1日 - 南靖線廃止。
- 1980年7月15日 - 朴子線旅客取扱廃止[7]。
- 1999年3月6日 - 朴子線サトウキビ列車の運行停止[7]
- 2001年 - 駅舎が台湾歴史建築百景に選出される。
- 2002年
  - 7月1日 - 蒜頭糖廠が操業停止。
  - 8月3日 - 糖廠が蒜頭蔗埕文化園区として再オープン、五分車運行開始。
- 2003年
  - 3月5日：交通部の認可を受けないまま営業運転を再開したことが発覚し、運行停止[8]。
  - 7月24日 - 中華民国交通部観光鉄道路線としての認可を交付（第0930097264号）
  - 8月 - 蔗埕線としてトロッコ列車（五分車）の正式な起点駅となる。
- 2015年3月17日 - 駅舎が県指定古蹟に登録公告。

## 駅構造
- 単式ホーム1面1線の地上駅。駅舎は木造。

## 駅周辺
- 蒜頭糖廠（廃止、現在は蒜頭糖廠蔗埕文化園区）
  - 工廠村（中国語版）
  - 糖廠配天宮（中国語版）
  - 嘉義品格英語学院（旧蒜頭国小蒜南分校）
- 故宮南院
- 嘉義県市区公車（中国語版）蒜頭蔗埕文化園区停留所
  - 105：嘉義県公車処（高鉄嘉義駅 - 蒜頭蔗埕文化園区）
  - 106：嘉義県公車処（台鉄嘉義駅 - 高鉄嘉義駅）
- 公路客運蒜頭糖廠停留所
  - 7235：嘉義客運（高鉄嘉義駅 - 北港）
  - 7303：嘉義県公車処（嘉義 - 長庚紀念医院）
  - 7320：嘉義県公車処（嘉義 - 双渓口）
  - 7326：嘉義県公車処（嘉義 - 長庚紀念医院）

## 舞台になった作品
- 伍佰の楽曲「返回故郷」MV
- 台視ドラマ「嫁妝一牛車」
- 民視ドラマ「zh:意難忘 (2004年電視劇)」

## 隣の駅
台湾糖業鉄道
蔗埕線
蒜頭駅 - 蔗埕駅
朴子線（廃線）
湾内駅 - 蒜頭駅 - 小槺榔駅
南靖線（廃線）
新朴子駅 - 蒜頭駅 - 小槺榔駅
崙仔線（廃線）
蒜頭駅 - 中庄
下揖子線（廃線）
蒜頭駅 - 中庄